# Przemieńcie się, Czarodziejki!
Przemieńcie się, Czarodziejki! (jap. メイクアップ！ セーラー戦士 Make Up! Sailor senshi) – 17-minutowy odcinek specjalny serialu Czarodziejka z Księżyca. Pierwszy raz był wyświetlany od 5 grudnia 1993 w japońskich kinach wraz z filmem Sailor Moon R – Czarodziejka z Księżyca: Film kinowy.
W Polsce odcinek został wydany na DVD przez wydawnictwo Anime Eden jako dodatek na płycie z filmem Sailor Moon R – Czarodziejka z Księżyca: Film kinowy  7 sierpnia 2015 roku.

## Fabuła
Usagi i Chibiusa spędzają popołudnie w kawiarni, gdzie przy stoliku obok, toczy się dyskusja między dwoma dziewczynami na temat grupy Sailor Moon. W rozmowie po kolei zostają wymieniane wojowniczki: Sailor Mars, Sailor Mercury, Salior Jupiter, Sailor Venus oraz Tuxedo Mask. Przy okazji pozytywnych opisów poszczególnych postaci Usagi opowiada Chibiusie o innych zaletach bohaterów, które zna tylko ona. Od razu zostają w wielkim skrócie przypomniane losy grupy.

## Obsada japońska
- Kotono Mitsuishi jako Usagi Tsukino / Sailor Moon
- Kae Araki jako Chibiusa
- Aya Hisakawa jako Ami Mizuno / Sailor Mercury
- Emi Shinohara jako Makoto Kino / Sailor Jupiter
- Michie Tomizawa jako Rei Hino / Sailor Mars
- Rica Fukami jako Minako Aino / Sailor Venus
- Tôru Furuya jako Mamoru Chiba / Tuxedo Kamen

## Wersja polska
Pełna ekipa techniczna i obsada wersji polskiej odcinka, która powstała na potrzeby wydania DVD z 2015 roku:
Dystrybucja w Polsce: Romwer

Opracowanie i udźwiękowienie wersji polskiej: na zlecenie Anime Eden – Studio Sonica – 2015 rok

Reżyseria: Leszek Zduń

Tłumaczenie: Agnieszka Budzich

Dialogi: Dariusz Kosmowski

Dźwięk i montaż: Maciej Sapiński

Opieka artystyczna: Dariusz Kosmowski

Kierownictwo produkcji: Dorota Furtak-Masica

Udział wzięli:
- Aleksandra Kowalicka – Usagi Tsukino
- Alicja Kozieja – Chibiusa
- Monika Pikuła – dziewczyna #1
- Ewa Jakubowicz – dziewczyna #2

W pozostałych rolach:
- Jagoda Stach – Rei Hino
- Zuzanna Galia – Ami Mizuno
- Katarzyna Owczarz – Makoto Kino
- Julia Kołakowska-Bytner – Minako Aino
- Agnieszka Kudelska –
  - Garoben,
  - królowa Serenity
- Dorota Furtak-Masica
- Angelika Olszewska
- Leszek Zduń – Alan
- Krzysztof Plewako-Szczerbiński – opryszek #1
- Tomasz Błasiak – opryszek #2
- Maksymilian Bogumił – książę Endymion
- Magdalena Krylik – królowa Beryl

Czytała: Danuta Stachyra